# كارل هيويت
كارل هيويت (بالإنجليزية: Carl Hewitt) (و. القرن 20  م) هو رياضياتي، وعالِم حاسب آلي، وأستاذ جامعي من الولايات المتحدة الأمريكية .

## أعمال بارزة
من أهم أعماله:
- Planner.

## مناصب وهيئات
أدار معهد ماساتشوست للتكنولوجيا.